# 2 ngày 1 đêm (mùa 1)
Mùa đầu tiên của chương trình 2 ngày 1 đêm do Đài Truyền hình Thành phố Hồ Chí Minh và công ty Đông Tây Promotion phối hợp thực hiện, được phát sóng trên kênh HTV7 và ứng dụng VieON với các thành viên chính là Trường Giang, Kiều Minh Tuấn, Ngô Kiến Huy, Lê Dương Bảo Lâm, Cris Phan và HIEUTHUHAI. 20 tập chính của chương trình được phát sóng từ ngày 19 tháng 6 năm 2022 đến ngày 30 tháng 10 năm 2022. Sau đó, một phiên bản đặc biệt có tên là "Mùa lễ hội" tiếp tục được phát sóng từ ngày 18 tháng 12 năm 2022 đến ngày 26 tháng 2 năm 2023 với 11 tập. Khẩu hiệu trong mùa đầu tiên của chương trình là "Tự do tự lo".

## Danh sách thành viên
| STT | Thành viên       | Tên thật           | Ngày sinh  | Nghề nghiệp                 |
| --- | ---------------- | ------------------ | ---------- | --------------------------- |
| 1   | Trường Giang     | Võ Vũ Trường Giang | 20/04/1983 | Diễn viên, MC, Nhà sản xuất |
| 2   | Kiều Minh Tuấn   | Kiều Minh Tuấn     | 26/02/1988 | Diễn viên điện ảnh          |
| 3   | Ngô Kiến Huy     | Lê Thành Dương     | 29/06/1988 | Ca sĩ, Diễn viên, MC        |
| 4   | Lê Dương Bảo Lâm | Lê Dương Bảo Lâm   | 11/07/1989 | Diễn viên hài, MC           |
| 5   | Cris Phan        | Phan Lê Vy Thanh   | 01/06/1993 | Streamer, Diễn viên         |
| 6   | HIEUTHUHAI       | Trần Minh Hiếu     | 28/09/1999 | Rapper                      |

## Danh sách tập

### Mùa 1
| Chuyến đi # | Tập # | Ngày phát sóng                                                                     | Tỉnh/thành/huyện    | Địa điểm | Ghi chú | TK     |
| ----------- | ----- | ---------------------------------------------------------------------------------- | ------------------- | --- | --- | ------ |
| 1           | 1-2   | 19 tháng 6 năm 2022 26 tháng 6 năm 2022                                            | Hà Tiên, Kiên Giang | - Sân bay Rạch Giá - Chợ cá Hà Tiên - Lăng Mạc Cửu - Núi Đá Dựng - Phà Rạch Giá-Phú Quốc - Hòn Đầm Đước | - Đây là chuyến đi đầu tiên của chương trình. Ở đầu tập phát sóng đầu tiên, các thành viên phải bỏ lại đồ ăn và những dụng cụ khác có thể giúp họ gian lận trong hành trình của họ. - Chương trình cũng giới thiệu linh vật mèo được đặt tên là "Jennifer", có tác dụng mang lại sự xui xẻo cho bất cứ ai sở hữu nó (người sở hữu Jennifer sẽ phải đeo chú mèo này cho đến cuối hành trình, bất kể họ đang mặc trang phục nào). - Chuyến đi rèn luyện khả năng sinh tồn cho các thành viên, trải nghiệm văn hóa, thiên nhiên và ẩm thực Hà Tiên. - Khách mời Tiểu Vy xuất hiện ở ngày thứ hai của chuyến đi. - Kiều Minh Tuấn là người giữ Jennifer. | [ 4 ]  |
| 2           | 3-4   | 3 tháng 7 năm 2022 10 tháng 7 năm 2022                                             | Đà Lạt, Lâm Đồng    | - Thôn Lũng Kẻng - Quán cà phê Café Gare Dalat - Trường Đại học Đà Lạt - Quán bánh căn Nhà Chung - Quán bánh ướt lòng gà Trang Dalat - Chợ Đà Lạt - Hồ Xuân Hương | - Chuyến đi thanh xuân, hoàn thiện lưu bút. - Ba khách mời nữ đồng hành xuyên suốt là LyLy, Jun Vũ và Phương Anh Đào. - Cris Phan là người giữ Jennifer. | [ 5 ]  |
| 3           | 5-6   | 17 tháng 7 năm 2022 24 tháng 7 năm 2022                                            | Kon Tum             | - Cột mốc biên giới ngã ba Đông Dương - Kon Trang Long Loi - Quán cà phê Laduvi Coffee - Nhà rông Kon Klor - Sông Đăk Bla | - Chuyến đi này có chủ đề "Chúng ta là anh em". Hai thành viên được lựa chọn ghép cặp sẽ được gắn kết với nhau bởi dây đai cho đến hết phần chơi "Ly cà phê Đam mê". - Khách mời H'Hen Niê xuất hiện ở tập 6, trước khi các thành viên bắt đầu thử thách giành chỗ ăn - chỗ ngủ tại nhà rông Kon Klor. - Lê Dương Bảo Lâm là người giữ Jennifer. | [ 6 ]  |
| 4           | 7-9   | 31 tháng 7 năm 2022 7 tháng 8 năm 2022 14 tháng 8 năm 2022                         | Thừa Thiên Huế      | - Sông Hương - Cầu Tràng Tiền - Cố đô Huế - Đại nội Huế - Khiêm Lăng - Dũ Khiêm Tạ - Cầu Tùng Khiêm - Trường Quốc Học Huế - Làng Sình - Vườn Ngự Hà - Nhà rường Huế - Vườn quốc gia Bạch Mã                                                                                                | - Đây là cuộc đua di sản, các thành viên sẽ phải hoàn thành các thử thách để đổi lấy kim bài nhằm quy đổi chúng thành các giải thưởng mà họ sẽ nhận được ở cuối hành trình. - Khách mời trong chuyến đi này là hai thành viên nam, Liên Bỉnh Phát và Song Luân. Họ là những đối thủ của các thành viên chính tại thử thách "Chọi voi – Chọi hổ" và trở thành thành viên trải nghiệm cùng các thành viên chính sau đó. - HIEUTHUHAI là người giữ Jennifer. | [ 7 ]  |
| 5           | 10-11 | 21 tháng 8 năm 2022 28 tháng 8 năm 2022                                            | Lý Sơn, Quảng Ngãi  | - Hang Câu - Nhà trưng bày tượng đài Hải Đội Hoàng Sa kiêm quản Bắc Hải - Đảo Bé - Đảo Lớn | - Chuyến đi này có chủ đề "Tình yêu biển đảo". - Khách mời trong chuyến đi này là Thùy Tiên và Jun Phạm. - HIEUTHUHAI là người giữ Jennifer. | [ 8 ]  |
| 6           | 12-14 | 4 tháng 9 năm 2022 11 tháng 9 năm 2022 18 tháng 9 năm 2022                         | Hoa Lư, Ninh Bình   | align="left" - Chùa Bái Đính - Văn Miếu - Quốc Tử Giám Ninh Bình - Chùa Kim Ngân - Cố Viên Lầu - Hành cung Vũ Lâm - Hang Múa - Suối nước nóng Kênh Gà - Đền thờ Vua Đinh Tiên Hoàng - Trường Yên - Đồi Mã Yên - Vườn quốc gia Cúc Phương - Khu du lịch sinh thái Thung Nham - Cố đô Hoa Lư | - Chủ đề của chuyến đi này là "Báu vật ngàn năm". Các thành viên phải thu thập các gợi ý nhằm tìm ra địa điểm cuối cùng để nhận thưởng và tránh bị phạt. - Khách mời trong chuyến đi này là Thúy Ngân và Nhã Phương. - Ngô Kiến Huy là người giữ Jennifer. | [ 9 ]  |
| 7           | 15-16 | 25 tháng 9 năm 2022 2 tháng 10 năm 2022                                            | Hà Nội              | - Hà Phở Bò - Phố Lò Rèn - Phố Hàng Đồng - Bún chả Hàng Mành - Bún Cường - Cafe Nhất Long - Hồ Hoàn Kiếm - Làng Mai Động - Làng Khương Thượng - Khách sạn Hà Anh - Nhà thờ Lớn Hà Nội - Cột cờ Hà Nội - Lăng Bác - Hoàng thành Thăng Long                                                  | - Chủ đề của chuyến đi này là "Đi tìm công thức món bún "đỉnh" nhất". - Mạc Văn Khoa và Đỗ Duy Nam xuất hiện xuyên suốt hành trình, trong khi nhóm nhạc Da LAB xuất hiện cuối tập 16 để thể hiện bài hát chính thức cũng như cung cấp địa điểm tiếp theo cho các thành viên. - Lê Dương Bảo Lâm là người giữ Jennifer. | [ 10 ] |
| 8           | 17-20 | 9 tháng 10 năm 2022 16 tháng 10 năm 2022 23 tháng 10 năm 2022 30 tháng 10 năm 2022 | Hà Giang            | - Cổng trời Quản Bạ - Núi đôi Cô Tiên - Thôn Nặm Đăm - Quán bánh cuốn trứng Bà Hà - Làng Lô Lô - Sông Nho Quế - Làng H'Mông Pả Vi - Cột cờ Lũng Cú - Thị trấn Mèo Vạc | - Đây là chuyến đi cuối cùng của mùa 1, với chủ đề "Hành trình hạnh phúc". - Chuyến đi này đã được tiết lộ ở cuối tập 16, phần bốc thăm chọn địa điểm tiếp theo. - Khách mời trong chuyến đi này là hai người mẫu, Mai Phương Thúy và Võ Hoàng Yến. - Đây là chuyến đi thực tế đầu tiên của chương trình kéo dài tới 3 ngày 2 đêm. - Tập 20 là tập đặc biệt, và cũng là tập cuối của mùa 1. Những phân cảnh chưa được lên sóng trong các tập trước đã xuất hiện ở tập này. - Cris Phan là người giữ Jennifer. | [ 11 ] |

### Mùa lễ hội
| Chuyến đi # | Tập #   | Ngày phát sóng                                               | Địa điểm tham quan | Ghi chú | TK     |
| ----------- | ------- | ------------------------------------------------------------ | ------------------ | --- | ------ |
| 9           | 21-23   | 18 tháng 12 năm 2022 25 tháng 12 năm 2022 1 tháng 1 năm 2023 | Quảng Bình         | - Đây là chuyến đi đầu tiên của mùa lễ hội, cũng là chuyến đi đầu tiên của chương trình sau gần 2 tháng tạm nghỉ. - Chuyến đi này có tên là "Chuyến du lịch cùng những người bạn ngoại quốc", cùng với ba khách mời nước ngoài là Brandon Hurley (Phúc Mập), Choi Jong Rak và Will Courageux. - Chuyến đi này là chuyến đi đặc biệt chào đón Giáng sinh và năm mới. - Ngô Kiến Huy là người giữ Jennifer. | [ 12 ] |
| 10          | 24-26   | 8 tháng 1 năm 2023 15 tháng 1 năm 2023 22 tháng 1 năm 2023   | An Giang           | - Chủ đề của chuyến đi này là "Cùng nhau làm nên Tết". Đây là chuyến đi đặc biệt chào đón Tết Nguyên Đán Quý Mão 2023. - Chuyến đi vẫn được thực hiện tại An Giang, ngay cả khi trước đó đã bị hoãn ghi hình vì khán giả tụ tập quá đông. Những chia sẻ của các thành viên về lý do tạm hoãn ghi hình đã được tiết lộ trong tập 25, cho biết họ không thể ghi hình sự kiện hát lô tô tại phố đi bộ Long Xuyên theo lịch trình dự kiến. - Nguyễn Trần Khánh Vân và Minh Tú là hai khách mời đồng hành cùng các thành viên bắt đầu từ nửa sau tập 25. - Trường Giang và Nguyễn Trần Khánh Vân là người giữ Jennifer. Nguyễn Trần Khánh Vân là khách mời đầu tiên giữ Jennifer. | [ 13 ] |
| 11          | 27-29.1 | 29 tháng 1 năm 2023 5 tháng 2 năm 2023 12 tháng 2 năm 2023   | Quảng Nam          | - Đây là chuyến đi nghỉ dưỡng mà ê-kíp tặng các nghệ sĩ trong tập 26, sau hành trình "Cùng nhau làm nên Tết". - Quảng Nam là quê nhà của Trường Giang. Trước đó, các khán giả của chương trình phát hiện anh bất ngờ vắng mặt trong poster chính thức của tập 27, dù anh vẫn xuất hiện trong trailer. - Trương Thế Vinh và Isaac là hai khách mời trong chuyến đi lần này. - Trong phần đầu chuyến đi, Trường Giang được ê-kíp dẫn giải để thực hiện nhiệm vụ bí mật (thực chất là làm bữa ăn trưa cho cả 8 người tại nhà), và 7 thành viên còn lại phải lập thành "Biệt đội giải cứu", thực hiện nhiệm vụ tại VinWonders Nam Hội An để tìm kiếm manh mối (nếu không giải cứu Trường Giang, cả 7 người sẽ phải nhịn đói cho đến cuối ngày thứ hai). - Chuyến đi này kết thúc ở phần 1 của tập 29. Cũng trong tập này, Cris Phan gặp sự cố trật khớp vai và chảy máu đầu trong khi đang thực hiện một thử thách của chương trình. Vì chấn thương khiến Cris Phan không thể cử động, ê-kíp đã phải buộc dây kéo anh lên thuyền rồi đưa vào bờ. Sự cố này khiến chương trình phải thay đổi địa điểm thực hiện và điều chỉnh lại thử thách này cho phù hợp (thay vì lật thuyền, trả lời sai sẽ "Tự xử", tức là dùng dụng cụ của chương trình tự đánh hoặc để đồng đội đánh vào người). - Lê Dương Bảo Lâm là người giữ Jennifer. | [ 14 ] |
| 12          | 29.2-31 | 12 tháng 2 năm 2023 19 tháng 2 năm 2023 26 tháng 2 năm 2023  | Sơn La             | - Chuyến đi này bắt đầu từ phần 2 của tập 29. Đây cũng là chuyến đi cuối cùng của mùa lễ hội. - Đây là chuyến đi "Trại huấn luyện mùa đông". Không có sự giúp đỡ của khách mời, các thành viên phải vượt qua các thử thách của chương trình để "sinh tồn" trong điều kiện thời tiết lạnh sâu của Mộc Châu - địa điểm ghi hình chuyến đi này. - Hành trình "Trại huấn luyện mùa đông" kết thúc ở thác Dải Yếm, tuy nhiên những cảnh quay ở đó không có được hình ảnh đẹp nhất nên được phát riêng trên kênh YouTube chính thức của chương trình. Tập 31 kết thúc với lời chào kết quen thuộc ở bản Hang Táu. - Lê Dương Bảo Lâm là người giữ Jennifer. | [ 15 ] |